# رابرت هارلی (شناگر)
رابرت هارلی (به انگلیسی: Robert Hurley) (زادهٔ ۲۶ سپتامبر ۱۹۸۸) شناگر اهل استرالیا است.